# Комич
44°27′ пн. ш. 15°43′ сх. д. / 44.45° пн. ш. 15.72° сх. д.
Комич (хорв. Komić) — населений пункт у Хорватії, у Лицько-Сенській жупанії у складі громади Удбина.

## Населення
Населення за даними перепису 2011 року становило 20 осіб.
Динаміка чисельності населення поселення:

## Клімат
Середня річна температура становить 8,07 °C, середня максимальна – 21,40 °C, а середня мінімальна – -7,23 °C. Середня річна кількість опадів – 1241 мм.
| Клімат поселення                              | Клімат поселення | Клімат поселення | Клімат поселення | Клімат поселення | Клімат поселення | Клімат поселення | Клімат поселення | Клімат поселення | Клімат поселення | Клімат поселення | Клімат поселення | Клімат поселення | Клімат поселення |
| Показник                                      | Січ.             | Лют.             | Бер.             | Квіт.            | Трав.            | Черв.            | Лип.             | Серп.            | Вер.             | Жовт.            | Лист.            | Груд.            |                  |
| Середній максимум, °C                         | 5,55             | 6,61             | 9,63             | 13,48            | 18,02            | 21,38            | 21,40            | 21,26            | 17,12            | 13,05            | 8,03             | 4,24             |                  |
| Середня температура, °C                       | −0,86            | 0,21             | 3,23             | 7,08             | 11,63            | 14,99            | 17,31            | 17,18            | 13,01            | 8,96             | 3,95             | 0,15             |                  |
| Середній мінімум, °C                          | −7,23            | −6,18            | −3,17            | 0,70             | 5,25             | 8,61             | 13,22            | 13,09            | 8,94             | 4,86             | −0,14            | −3,93            |                  |
| Норма опадів, мм                              | 91               | 93               | 94               | 105              | 92               | 92               | 63               | 79               | 118              | 133              | 155              | 126              |                  |
| Середньомісячна швидкість вітру, м/с          | 2.58             | 2.71             | 2.83             | 2.74             | 2.49             | 2.25             | 2.20             | 2.10             | 2.29             | 2.48             | 2.78             | 2.87             |                  |
| Середньомісячна сонячна радіація, кДж/м²·день | 4820             | 7447             | 11010            | 15406            | 19408            | 21472            | 23292            | 20054            | 14942            | 9663             | 5246             | 3984             |                  |
| --------------------------------------------- | ---------------- | ---------------- | ---------------- | ---------------- | ---------------- | ---------------- | ---------------- | ---------------- | ---------------- | ---------------- | ---------------- | ---------------- | ---------------- |
| Джерело:                                      |                  |                  |                  |                  |                  |                  |                  |                  |                  |                  |                  |                  |                  |